# Ville l’Évêque

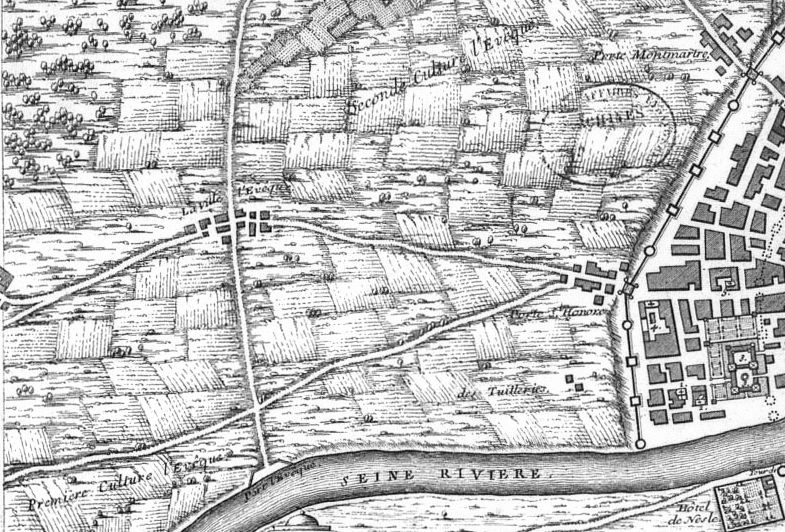
Ville l’Evêque auf einem Stadtplan von 1705, der das Paris von 1383 darstellen soll.

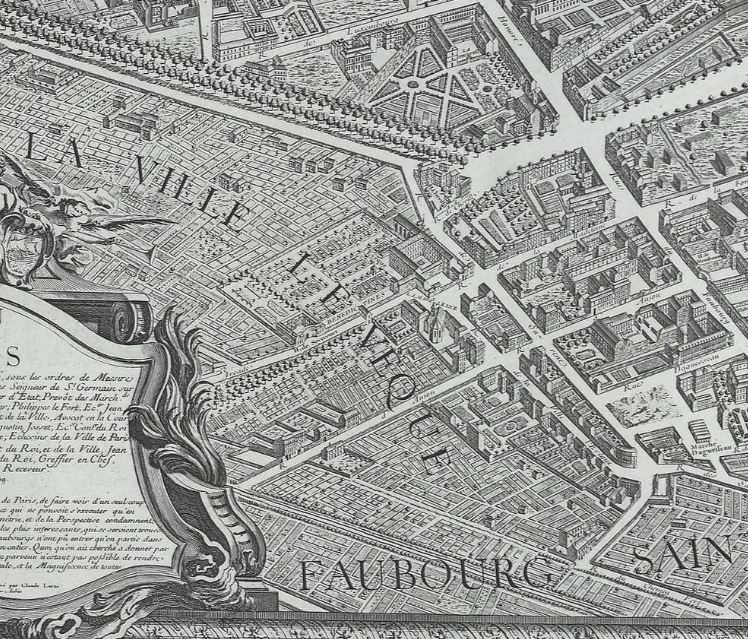
Ville l’Evêque auf dem Stadtplan von Turgot mit der Kirche in der Mitte

Ville l’Évêque war im Mittelalter ein aus Bauernhöfen bestehender Weiler westlich der Stadt Paris.

## Lage
Sie befand sich an der Kreuzung der Straße nach Argenteuil an der Stelle der heutigen Rue du Faubourg Saint-Honoré und einer weiteren Straße, die von Montmartre zur Seine und ungefähr zum Petit Palais führte. Das Dorf und seine Umgebung entsprechen dem heutigen Quartier de la Madeleine im 8. Arrondissement.

## Die Couture l’Évêque
Im 6. Jahrhundert begann sich ein Weiler zu entwickeln. Im 7. Jahrhundert erteilte König Dagobert I. dem Bischof von Paris die Konzession, die ihm seinen Namen einbrachte (Villa Episcopi oder „Landgut des Bischofs“).
Dieses wichtige Lehen, das hauptsächlich von der Couture l’Évêque, d. h. den bebauten Feldern des Bischofs, gebildet wurde, umfasste ein Landhaus mit Scheunen, Bauernhöfen, Ackerland, einem Hafen und einer Viehtränke. Die gewährten Privilegien zogen Bauern, Handwerker und Arbeiter an, die ein Dorf bildeten, das sich im Zentrum des Lehens befand.
Im 14. Jahrhundert bestand die Couture des Pariser Suffraganbischofs, die vom Hôtel de Sens aus verwaltet wurde, aus zwei Teilen:. Das eine Gebiet erstreckte sich entlang der Seine auf Land, das früher vom Dorf Chaillot abhing. Im 17. Jahrhundert wurde sie zur Faubourg de la Conférence und wird heute vom Cours-la-Reine und dem Cours Albert-Ier gekreuzt. Es wurde vom Port-l’Évêque, dem jetzigen Port de la Concorde, erschlossen und war von den Stadtmauern von Paris durch ein großes freies Grundstück, dem späteren Jardin des Tuileries, getrennt. Das andere Gebiet erstreckte sich nördlich des ersten und dem Chemin du Roule zwischen der Porte Saint Honoré und der Porte Montmartre auf dem Gebiet des späteren Quartier Richelieu, also dem Faubourg Richelieu und dem Faubourg Saint Roch. Es wurde im Norden von der Rue Ménilmontant begrenzt.
Die Ville l’Évêque und ihr Umland bildeten somit stromabwärts von Paris im Mittelalter das Gegenstück am rechten Ufer zum Faubourg Saint-Germain.

## Kapelle und Kirche Sainte-Madeleine
Die Ville l’Evêque, der einfache Weiler rund um den Hof des Bischofs von Paris, wurde im 13. Jahrhundert zu einem Dorf, das eine Pfarrkirche erhielt, die der Heiligen Maria Magdalena gewidmet wurde. Eine erste Kapelle, wahrscheinlich im gotischen Stil, wurde im 13. Jahrhundert geweiht und 1429 neu gebaut.
Das Dorf erfuhr im 17. Jahrhundert mit der Anlage des Grand Cours (der heutigen Champs-Élysées) und dem Bau zahlreicher Hôtel particuliers eine große Expansion.
Die Kirche Sainte-Marie-Madeleine wurde zu klein. Am 8. Juli 1659 legte Anne Marie Louise d’Orléans, duchesse de Montpensier, die Grande Mademoiselle, den Grundstein für ein neues Gebäude im klassischen Stil am Fuße des heutigen Boulevard Malesherbes. Es wurde bis zur Revolution für Gottesdienste genutzt und 1801 abgerissen.
Ville-l’Évêque wurde 1722 in die Stadt Paris eingegliedert. Eine Erinnerung an den Ort besteht durch die Rue de la Ville-l’Évêque. Die jetzige Magdalenen-Kirche wurde weiter östlich an der Einmündung der Rue Royale als Gegenstück zum Palais Bourbon auf der anderen Seite der Seine erbaut.